# Liga Nacional de Nueva Zelanda 1983
La Liga Nacional de Nueva Zelanda 1983 fue la decimocuarta edición de la antigua primera división del país. El Manurewa conquistó el título por primera y única vez en la historia de la competición. 
A partir de esta temporada el sistema de descenso volvió a ser como en los primeros torneos. El equipo que se posicionaba último en la tabla jugaba una promoción contra los campeones de las tres ligas regionales, en lugar de que éstos ascendieran directamente y hubiera tres descensos. Fue también la primera vez en la que se dieron tres puntos por victoria, y no dos como se hacía hasta entonces.

## Ascensos y descensos
| Pos | de la Liga Nacional  |
| --- | -------------------- |
| 10º | Hamilton             |
| 11º | East Coast Bays      |
| 12º | Invercargill Thistle |

| Pos | de la Northern League |
| --- | --------------------- |
| 1º  | Papatoetoe            |

| Pos | de la Central League |
| --- | -------------------- |
| 1º  | Nelson United        |

| Pos | de la Southern League |
| --- | --------------------- |
| 1º  | Dunedin Technical     |

## Equipos participantes
| Equipo                      | Ciudad       | Liga            |
| --------------------------- | ------------ | --------------- |
| University-Mount Wellington | Auckland     | Northern League |
| Manurewa                    | Auckland     | Northern League |
| Papatoetoe                  | Auckland     | Northern League |
| North Shore United          | North Shore  | Northern League |
| Gisborne City               | Gisborne     | Central League  |
| Napier City Rovers          | Napier       | Central League  |
| Nelson United               | Nelson       | Central League  |
| Miramar Rangers             | Wellington   | Central League  |
| Wellington Diamond United   | Wellington   | Central League  |
| Christchurch United         | Christchurch | Southern League |
| Dunedin City                | Dunedin      | Southern League |
| Dunedin Technical           | Dunedin      | Southern League |

## Clasificación
| Pos | Equipo                      | PJ | G  | E | P  | GF | GC | Dif | Pts |
| --- | --------------------------- | -- | -- | - | -- | -- | -- | --- | --- |
| 1   | Manurewa                    | 22 | 13 | 5 | 4  | 46 | 23 | 23  | 44  |
| 2   | North Shore United          | 22 | 10 | 6 | 6  | 40 | 27 | 13  | 36  |
| 3   | Papatoetoe                  | 22 | 10 | 5 | 7  | 40 | 27 | 13  | 35  |
| 4   | University-Mount Wellington | 22 | 9  | 5 | 8  | 31 | 26 | 5   | 32  |
| 5   | Christchurch United         | 22 | 9  | 5 | 8  | 41 | 37 | 4   | 32  |
| 6   | Wellington Diamond United   | 22 | 8  | 8 | 6  | 29 | 25 | 4   | 32  |
| 7   | Miramar Rangers             | 22 | 8  | 8 | 6  | 36 | 33 | 3   | 32  |
| 8   | Napier City Rovers          | 22 | 8  | 6 | 8  | 29 | 26 | 3   | 30  |
| 9   | Dunedin City                | 22 | 9  | 2 | 11 | 23 | 31 | -8  | 29  |
| 10  | Gisborne City               | 22 | 7  | 7 | 8  | 27 | 29 | -2  | 28  |
| 11  | Nelson United               | 22 | 8  | 3 | 11 | 28 | 34 | -6  | 27  |
| 12  | Dunedin Technical           | 22 | 1  | 4 | 17 | 18 | 59 | -41 | 7   |

J: partidos jugados; G: partidos ganados; E: partidos empatados; P: partidos perdidos; GF: goles a favor;
 GC: goles en contra; DG: diferencia de goles; Pts: puntos
|  | Promoción por un lugar en la próxima temporada |

| Bandera de Nueva Zelanda   |
| Campeón Manurewa 1º título |